# Virginia (Schiff, 1856)
Die Virginia, in der Literatur regelmäßig als CSS Virginia bezeichnet, war ein Panzerschiff der Confederate States Navy im Sezessionskrieg. Sie wurde aus dem Rumpf der erbeuteten Fregatte Merrimack aufgebaut und war der erste Entwurf der Südstaaten für ein gepanzertes Kriegsschiff.

## Allgemeines und taktisch-technische Daten
Nach der Eroberung Norfolks, Virginia, und der Marinewerft Gosport hatten die Konföderierten die dort bis auf die Wasserlinie abgebrannte 4636 tn.l. verdrängende US-Schraubenfregatte Merrimack gehoben. Den Rumpf dieses am 15. Juni 1855 auf der Marinewerft Boston vom Stapel gelaufenen Schiffes verwendeten sie nun als Grundlage für ihr Panzerschiff, das nach seiner Fertigstellung den Namen Virginia erhielt. Die ohnehin stark zerstörten Aufbauten der Fregatte wurden bis fast zur Wasserlinie hinunter entfernt. Auf dem hier gebildeten 10 cm starken Oberdeck wurde eine 52 m lange und 2,13 m hohe Kasematte mit um 45° angeschrägten Seiten errichtet. Dieser Aufbau bestand aus 60 cm starken Fichtenbohlen und darüberliegenden 10-cm-Eichenholzbohlen. Als Panzerung standen den Konföderierten nicht genügend Eisenplatten zur Verfügung, darum wurden stattdessen zwei Lagen (horizontal und vertikal) miteinander verschraubter Eisenbahnschienen aufgebracht.
In dem Aufbau wurden insgesamt zehn Geschütze aufgestellt, je eines vorne und achteraus und vier an jeder Seite. Dies waren je zwei der Kaliber 17,8 cm und 16,2 cm mit gezogenem Lauf und sechs 22,8-cm-Dahlgren-Glattrohrkanonen; darüber hinaus wurden zwei mobile 7,5-cm-Haubitzen auf dem Dach der Kasematte aufgestellt.
Da die südstaatlichen Konstrukteure außerdem erfahren hatten, dass auch die Nordstaaten an gepanzerten Kriegsschiffen – nämlich der Monitor – bauten, versahen sie die Virginia zusätzlich mit einem eisernen Rammsporn.
Die Konföderierten arbeiteten im Eiltempo an der Virginia, jedoch bereitete vor allem ihr Antrieb Probleme. Ihre Geschwindigkeit sank von 8,7 auf 7,5 kn, und für eine Wende brauchte man fast eine halbe Stunde. Sie erwies sich insgesamt als äußerst schwerfällig und schlecht zu manövrieren.

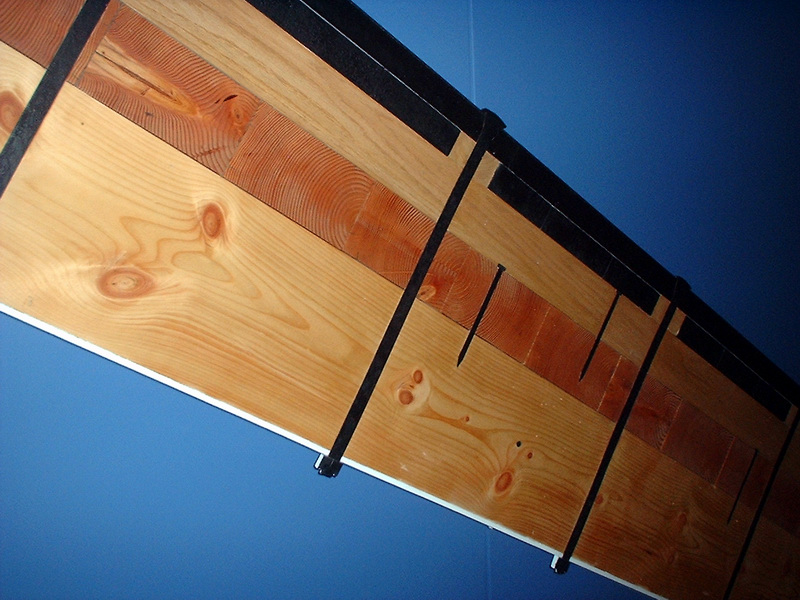
Illustration der Kasemattenpanzerung
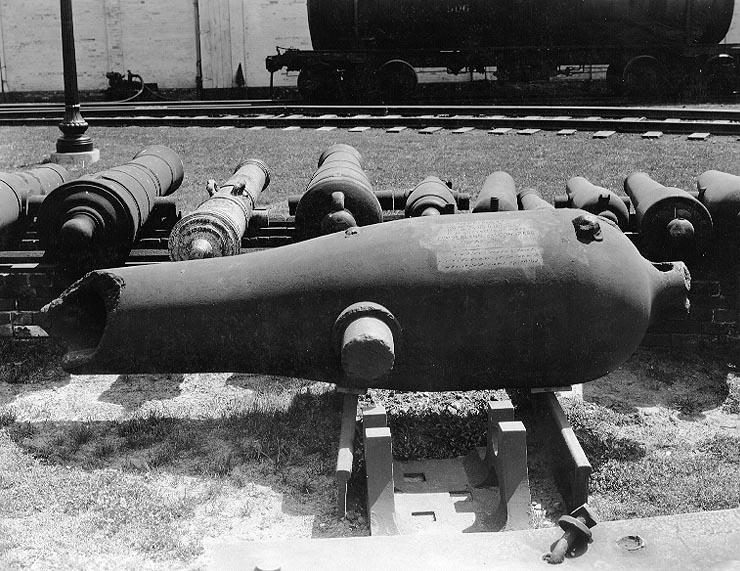
Rest einer Neun-Zoll(22,8cm)-Dahlgrenkanone der Virginia
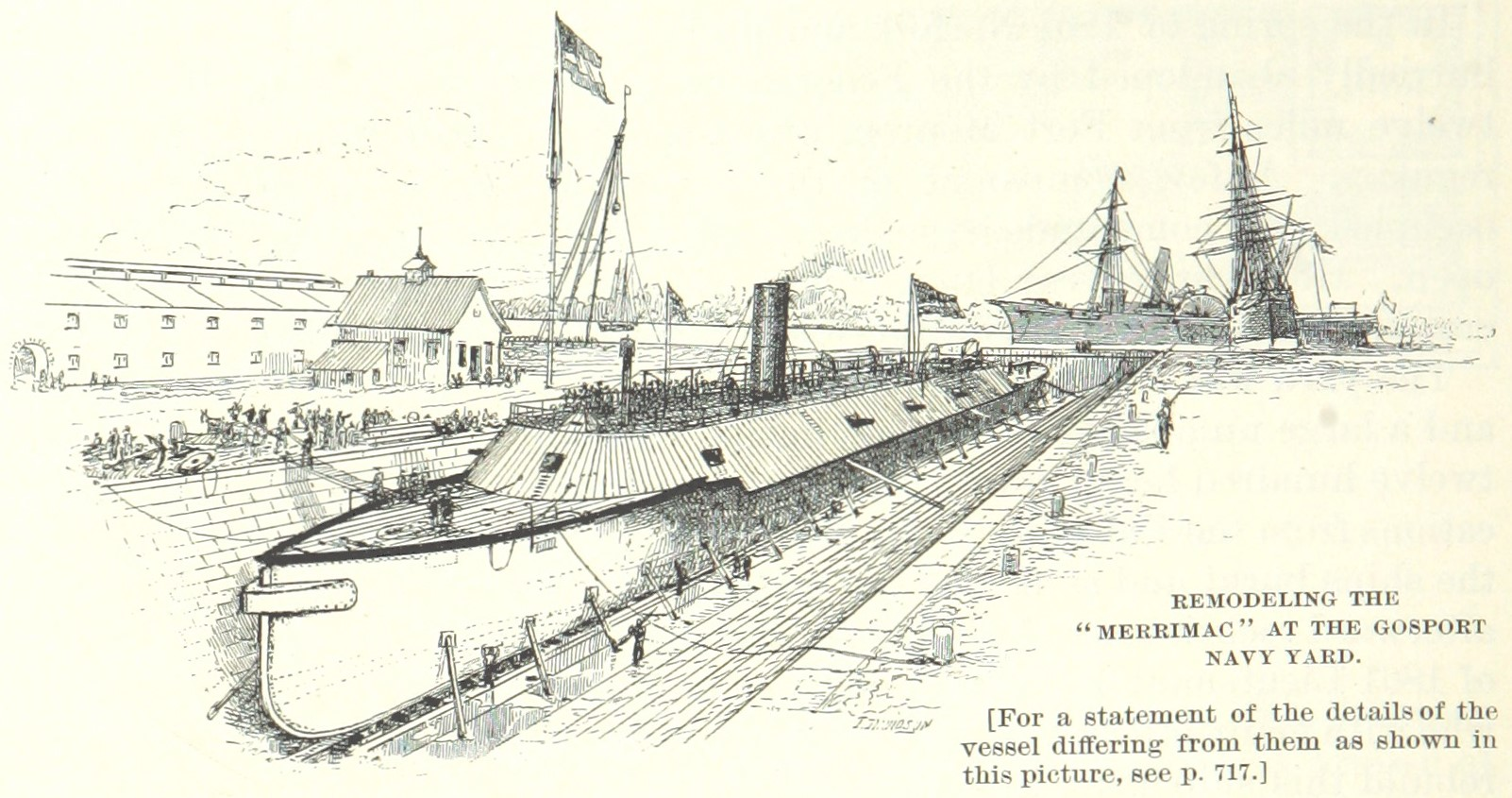
Zeichnung des Umbaus der Virginia (1887)

## Schlacht von Hampton Roads

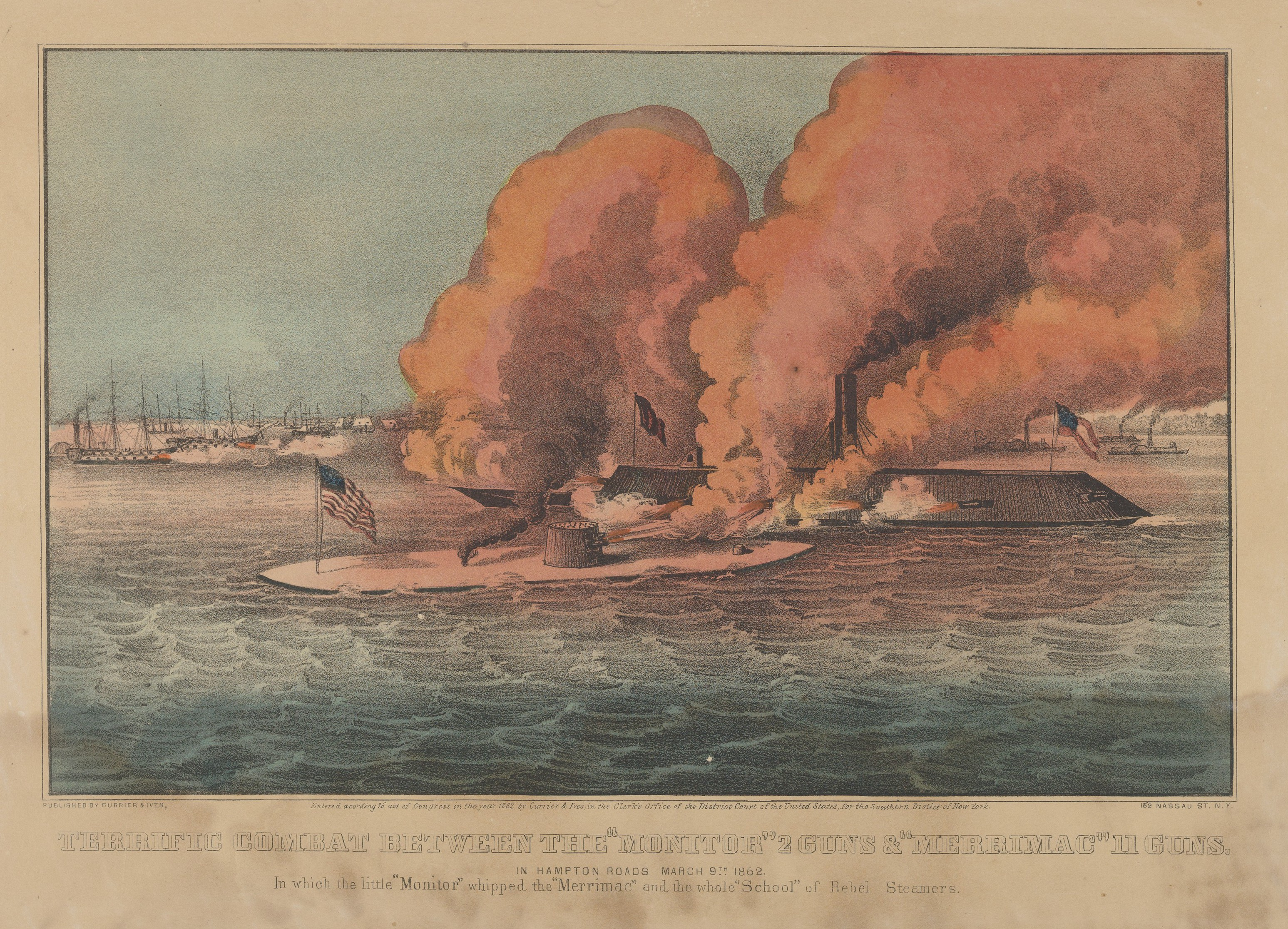
Das Gefecht zwischen Monitor und Virginia

Als sie am 8. März 1862 ihrer ersten Schlacht entgegenfuhr, der zweitägigen Schlacht von Hampton Roads, hatte die Virginia noch keine Seeerprobungen durchgeführt und es befanden sich noch Arbeiter an Bord.
Am 8. März gelang es der Virginia zunächst, die Fregatten USS Cumberland und USS Congress der Unions-Blockadeflotte in der Mündung des Elizabeth Rivers zu versenken. Damit läutete sie das Ende der hölzernen, ungepanzerten Kriegsschiffe ein. Das Gefecht mit der bei ihrer Flucht auf eine Sandbank aufgelaufenen Schraubenfregatte  USS Minnesota wurde wegen hereinbrechender Dunkelheit abgebrochen.
Als die Virginia am nächsten Tag (9. März) wieder auslief, um ihr Werk zu vollenden, wartete die gerade eingetroffene Monitor auf sie. Das Gefecht mit der wesentlich schwächer bewaffneten, aber dafür wendigeren Monitor war das erste Seegefecht zwischen Panzerschiffen – engl. Iron-clads.
Es endete mit einem taktischen Unentschieden, weil die Geschosse die Panzerungen der Gegner nicht durchdringen konnten. Dennoch belauerten sich beide Schiffe noch mehrere Wochen bei Hampton Roads.

## Verbleib

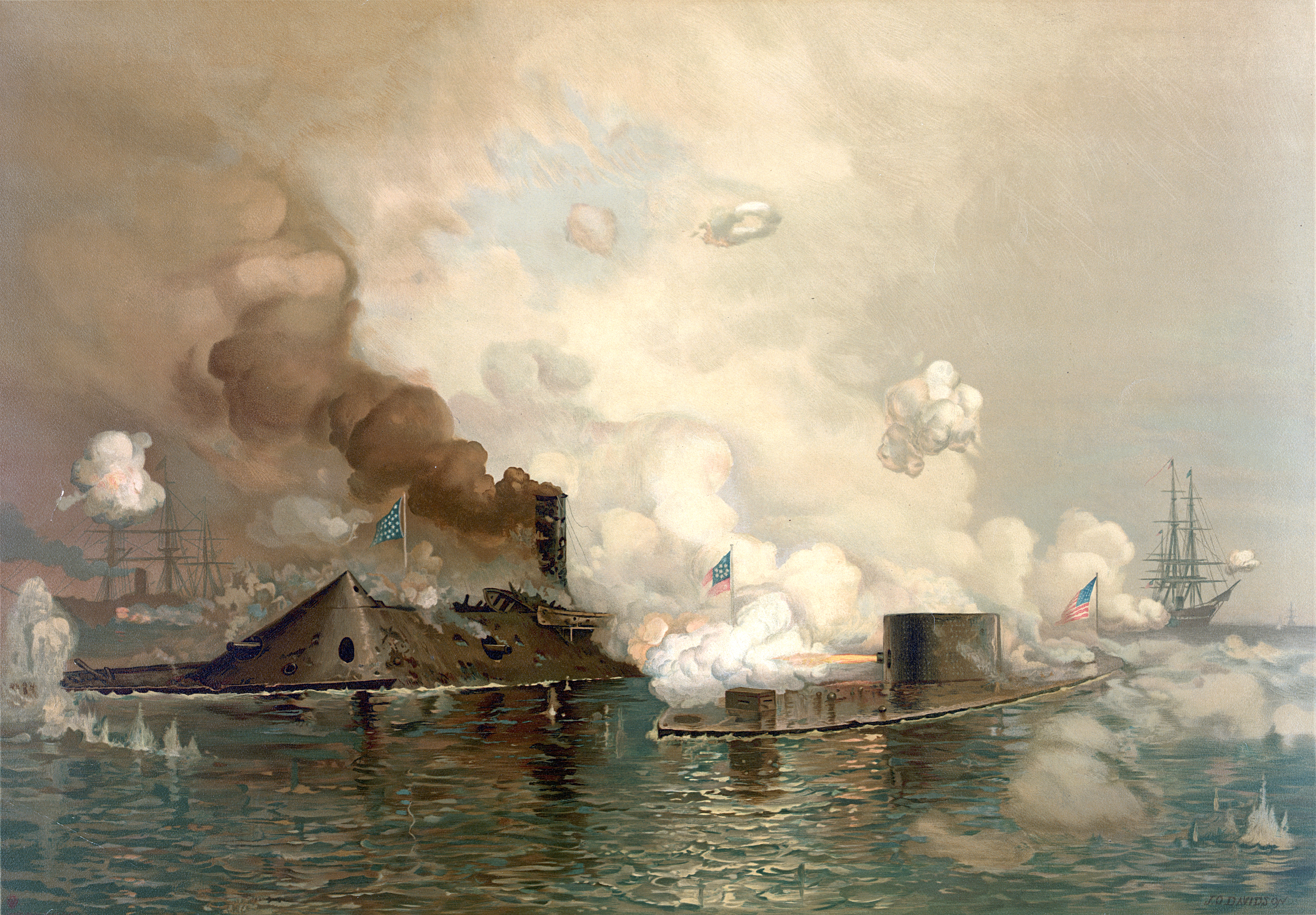
Virginia und Monitor im Kampf

Im Zuge von McClellans Halbinsel-Feldzug waren die Konföderierten schließlich im Mai 1862 gezwungen, Norfolk und die Umgebung zu räumen. Aufgrund ihres Tiefgangs konnte die Virginia nicht den James hinauf nach Richmond fliehen. Da auch kaum Aussicht bestand, über das offene Meer und an der wartenden Unionsflotte vorbei zu entkommen, wurde sie am 11. Mai 1862 auf Craney Island auf Grund gesetzt, angezündet und von Kapitän Catesby Jones durch Sprengung der Pulverkammer zerstört.
Im Jahr 2002 konnte eine Schiffsglocke vom Chefkurator des Historischen Zentrums der United States Navy in Washington, D.C. als authentische Schiffsglocke der Merrimack/Virginia identifiziert werden. Die aus Privatbesitz stammende Glocke kam schließlich als Spende in das Marinemuseum der USA.

## Der Schiffsname
Im Norden war das konföderierte Panzerschiff weiterhin als Merrimack, von der es seinen Rumpf hatte, bekannt. Deswegen wird auch heute die Virginia oft als CSS Merrimack bezeichnet.
Für die Merrimack gibt es obendrein auch noch die Schreibweise ohne k, die allerdings nicht korrekt ist. Sie rührt daher, dass viele Zeitgenossen meinten, die Merrimack sei nach der Landschaft Merrimac in New Hampshire benannt. Tatsächlich war allerdings der Merrimack River in Neuengland Namensgeber des Schiffes.
In Erinnerung an die Schlacht von Hampton Roads wurde einer der Straßentunnel im Bereich Hampton Roads als Monitor-Merrimack-Tunnel bezeichnet.